# Botanophila cornuta
Botanophila cornuta är en tvåvingeart som beskrevs av Deng 1997. Botanophila cornuta ingår i släktet Botanophila och familjen blomsterflugor.
Artens utbredningsområde är Sichuan (Kina). Inga underarter finns listade i Catalogue of Life.